# Natolin (metropolitana di Varsavia)
Natolin (nome ufficiale: A2 Natolin) è una stazione della linea M1 della metropolitana di Varsavia. È stata inaugurata nel 1995.